# Dòng thời gian của đại dịch COVID-19 tháng 6 năm 2021
Bài này ghi lại dòng thời gian và dịch tễ học của SARS-CoV-2 vào tháng 6 năm 2021, loại vi rút gây ra bệnh coronavirus 2019 (COVID-19) và là nguyên nhân gây ra đại dịch COVID-19. Các trường hợp nhiễm COVID-19 ở người đầu tiên được xác định ở Vũ Hán, Trung Quốc, vào tháng 12 năm 2019.

## Dòng thời gian

### 1 tháng 6
- Peru sửa số người chết vì Covid-19 lên hơn 180.000, cao gần gấp ba so với dữ liệu cũ, trở thành nước có tỷ lệ tử vong tồi tệ nhất.  (vnexpress)

### 3 tháng 6
- Việt Nam hủy bỏ lệnh cấm các chuyến bay quốc tế đáp xuống Sân bay quốc tế Nội Bài, Hà Nội, ban đầu dự kiến kết thúc vào ngày 07 tháng 6, và Sân bay quốc tế Tân Sơn Nhất, Thành phố Hồ Chí Minh, ban đầu có giá trị cho tới ngày 14 tháng 6. (The Straits Times)

### 4 tháng 6
- Bộ Y Tế Việt Nam đã chính thức phê duyệt vắc-xin ngừa Covid do hãng Sinopharm của Trung Quốc sản xuất. (RFI)

### 5 tháng 6
- Theo Thứ trưởng Y tế Trương Quốc Cường, tổng số liều vaccine phòng Covid-19 Việt Nam đã đàm phán được là 170 triệu. (vnexpress)
- 16.000 lao động, chuyên gia bị ảnh hưởng khi chính quyền Đồng Nai quy định người TP HCM tới địa phương này từ 0h ngày 5/6 phải cách ly 21 ngày.(vnexpress)

### 6 tháng 6
- Nhiều địa phương áp dụng biện pháp mạnh để ngăn chặn người từ vùng dịch đến khiến người đứng đầu chính phủ Việt Nam phải lên tiếng nhấn mạnh không 'ngăn sông cấm chợ'. (BBC)

### 8 tháng 6
- Ngoại trưởng Mỹ Blinken cho biết nước này sẽ hoàn tất việc chia sẻ 80 triệu liều vaccine Covid-19 dư thừa cho thế giới vào cuối tháng sau. (vnexpress)

### 10 tháng 6
- Chính quyền TT Biden dự trù tặng 500 triệu liều vaccine virus corona Pfizer cho khoảng 100 nước trong hai năm tới. (VOA)

### 11 tháng 6
- 8 trong số 11 quốc gia thành viên của Liên đoàn thể thao Đông Nam Á đã phản đối đề xuất hoãn thi đấu SEA Games của Việt Nam vì lo ngại COVID-19. (BBC)
- Các nước G7 hứa sẽ cung cấp 1 tỷ liều vắc xin COVID-19 cho các nước nghèo. (SZ)